# Félix Torres (football, 1997)
Félix Torres, né le 11 janvier 1997 à San Lorenzo en Équateur, est un footballeur international équatorien. Il évolue au poste de défenseur central au SC Corinthians.

## Biographie

### En club
Né à San Lorenzo en Équateur, Félix Torres est formé par l'Alianza del Pailón et le Galácticos FC avant de rejoindre en 2017 le Barcelona SC. Il joue son premier match pour le club le 2 juillet 2017, face au CSD Macará. Il est titularisé et son équipe s'incline par deux buts à un ce jour-là.
Le 15 juillet 2019, Félix Torres rejoint le Mexique afin de s'engager en faveur du Santos Laguna. Il y retrouve un entraîneur qu'il a connu au Barcelona SC, en la personne de Guillermo Almada (en). Il joue son premier match sous ses nouvelles couleurs le 12 août 2019 contre le Club Puebla, en championnat. Il entre en jeu à la place d'Adrián Lozano et son équipe s'impose par quatre buts à un.
Torres inscrit son premier but pour le Santos Laguna le 14 mars 2021, lors d'une rencontre de championnat face au Club Tijuana. Titulaire, il donne la victoire à son équipe en étant le seul buteur de la partie.

### En sélection
Le 20 août 2019, Félix Torres est convoqué pour la première fois avec l'équipe nationale d'Équateur. Il honore sa première sélection lors de ce rassemblement, le 11 septembre 2019 face à la Bolivie. Il est titularisé et son équipe l'emporte par trois buts à zéro.
En juin 2021, il est retenu par Gustavo Alfaro, le sélectionneur de l'équipe nationale d'Équateur, pour participer à la Copa América 2021. Lors de ce tournoi il ne joue toutefois aucun match, les deux titulaires en défense centrale étant Piero Hincapié et Robert Arboleda.
Le 14 novembre 2022, il est sélectionné par Gustavo Alfaro pour participer à la Coupe du monde 2022.

## Statistiques

### En sélection nationale
| Saison                | Sélection             | Phases finales        | Phases finales | Phases finales | Phases finales | Éliminatoires CDM | Éliminatoires CDM | Éliminatoires CDM | Matchs amicaux | Matchs amicaux | Matchs amicaux | Total | Total | Total |
| Saison                | Sélection             | Compétition           | M              | B              | Pd             | M                 | B                 | Pd                | M              | B              | Pd             | M     | B     | Pd    |
| --------------------- | --------------------- | --------------------- | -------------- | -------------- | -------------- | ----------------- | ----------------- | ----------------- | -------------- | -------------- | -------------- | ----- | ----- | ----- |
| 2019-2020             | Équateur              | -                     | -              | -              | -              | -                 | -                 | -                 | 3              | 0              | 0              | 3     | 0     | 0     |
| 2020-2021             | Équateur              | Copa América 2021     | 0              | 0              | 0              | 0                 | 0                 | 0                 | 1              | 0              | 0              | 1     | 0     | 0     |
| 2021-2022             | Équateur              | -                     | -              | -              | -              | 11                | 2                 | 1                 | 1              | 0              | 0              | 12    | 2     | 1     |
| 2022-2023             | Équateur              | Coupe du monde 2022   | 3              | 0              | 1              | -                 | -                 | -                 | 5              | 1              | 0              | 8     | 1     | 1     |
| 2023-2024             | Équateur              | Copa América 2024     | 4              | 0              | 0              | 6                 | 2                 | 0                 | 3              | 0              | 0              | 13    | 2     | 0     |
| 2024-2025             | Équateur              | -                     | -              | -              | -              | 6                 | 0                 | 0                 | -              | -              | -              | 6     | 0     | 0     |
| Total sur la carrière | Total sur la carrière | Total sur la carrière | 7              | 0              | 1              | 23                | 4                 | 1                 | 13             | 1              | 0              | 43    | 5     | 2     |